# Гаррисон (тауншип, Миннесота)
Гаррисон (англ. Garrison) — тауншип в округе Кроу-Уинг, Миннесота, США. На 2000 год его население составило 796 человек.

## География
По данным Бюро переписи населения США площадь тауншипа составляет 91,8 км², из которых 75,9 км² занимает суша, а 15,9 км² — вода (17,30 %).

## Демография
По данным переписи населения 2000 года здесь находились 796 человек, 355 домохозяйств и 246 семей.  Плотность населения —  10,5 чел./км².  На территории тауншипа расположена 781 постройка со средней плотностью 10,3 построек на один квадратный километр.  Расовый состав населения: 97,49 % белых, 0,13 % афроамериканцев, 1,26 % коренных американцев, 0,38 % — других рас США и 0,75 % приходится на две или более других рас. Испанцы или латиноамериканцы любой расы составляли 0,38 % от популяции тауншипа.
Из 355 домохозяйств в 18,3 % воспитывались дети до 18 лет, в 62,0 % проживали супружеские пары, в 4,5 % проживали незамужние женщины и в 30,7 % домохозяйств проживали немесейные люди. 22,3 % домохозяйств состояли из одного человека, при том 7,3 % из — одиноких пожилых людей старше 65 лет.  Средний размер домохозяйства — 2,24, а семьи — 2,61 человека.
18,3 % населения — младше 18 лет, 6,7 % — в возрасте от 18 до 24 лет, 20,2 % — от 25 до 44, 34,5 % — от 45 до 64, и 20,2 % — старше 65 лет.  Средний возраст — 48 лет. На каждые 100 женщин приходилось 108,9 мужчин.  На каждые 100 женщин старше 18 приходилось 110,4 мужчин.
Средний годовой доход домохозяйства составлял 33 421 доллар, а средний годовой доход семьи —  34 821 доллар. Средний доход мужчин —  31 635  долларов, в то время как у женщин — 23 456. Доход на душу населения составил 19 004 доллара.  За чертой бедности находились 5,4 % семей и 7,8 % всего населения тауншипа, из которых 9,2 % младше 18 и 2,9 % старше 65 лет.